# Young Kim
Young Oak Kim wcześniej Choe Young - oak (ur. 18 października 1962 w Inczonie w Korei Południowej) – amerykańska polityczka, członkini Partii Republikańskiej.

## Działalność polityczna
Od 2014 do 2016 zasiadała w Zgromadzeniu Stanowym Kalifornii. Od 3 stycznia 2021 jest przedstawicielką 39. okręgu wyborczego w stanie Kalifornia w Izbie Reprezentantów Stanów Zjednoczonych.